# Félines-Minervois
Félines-Minervois (occitanisch: Felina de Menerbés) ist eine französische Gemeinde mit 505 Einwohnern (Stand: 1. Januar 2022) im Département Hérault in der Region Okzitanien. Sie gehört zum Arrondissement Béziers und zum Kanton Saint-Pons-de-Thomières. Die Einwohner werden Félinois genannt.

## Lage
Félines-Minervois ist die westlichste Gemeinde des Départements Hérault an der Grenze zum Département Aude. Sie liegt südöstlich der Montagne Noire am oberen Ognon in der Landschaft des Minervois, etwa 24 Kilometer nordöstlich von Carcassonne. Umgeben wird Félines-Minervois von den Nachbargemeinden Cassagnoles im Norden, La Livinière im Osten, Peyriac-Minervois und Trausse im Süden, Caunes-Minervois im Südwesten und Westen, Citou im Westen und Nordwesten sowie Lespinassière im Nordwesten. Das Gemeindegebiet gehört zum Regionalen Naturpark Haut-Languedoc.

## Bevölkerungsentwicklung
| Jahr                       | 1962 | 1968 | 1975 | 1982 | 1990 | 1999 | 2011 | 2020 |
| Einwohner                  | 546  | 530  | 467  | 428  | 394  | 389  | 449  | 484  |
| Quellen: Cassini und INSEE |      |      |      |      |      |      |      |      |

## Sehenswürdigkeiten
- Dolmen de Chaffret und La Matte
- ehemalige Marmormühle, Monument historique[1]
- Kirche Assomption-de-Notre-Dame (Mariä Himmelfahrt) aus dem 17. Jahrhundert
- Burgruine

## Weblinks

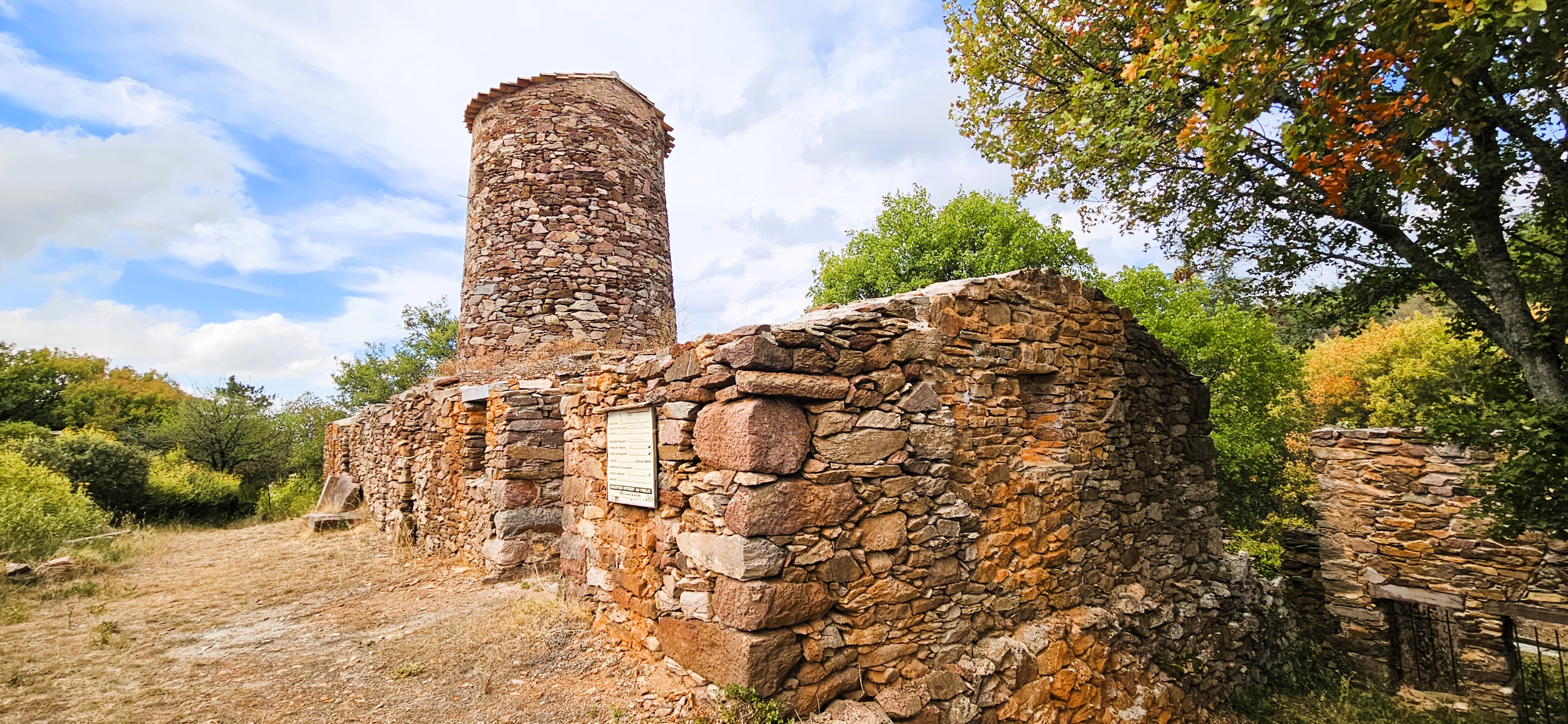
Ehemalige Marmotmühle

## Belege
1. ↑  Ensemble um die Marmormühle auf www.pop.culture.fr (französisch)